# دبران بی
دَبَرانِ بی (انگلیسی: Aldebaran b) یک سیاره فراخورشیدی است که به دور ستاره دبران، یک ستارهٔ غول‌پیکر نارنجی، در فاصله حدود ۶۵ سال نوری از زمین می‌چرخد. این سیاره حداقل ۵٫۸ برابر جرم مشتری دارد و در فاصله‌ای حدود ۴۵ درصد دورتر از فاصله زمین تا خورشید به دور ستاره خود می‌چرخد.
وجود این سیاره برای اولین بار در سال ۱۹۹۸ مطرح شد، اما به دلیل تغییرات در داده‌های رصد، تأیید آن تا سال ۲۰۱۵ به طول انجامید. با این حال، مطالعات بعدی در سال ۲۰۱۹ وجود این سیاره را زیر سؤال بردند و نشان دادند که سیگنال‌های مشاهده شده ممکن است ناشی از فعالیت‌های ستاره‌ای باشند.
دمای تعادل این سیاره احتمالاً حدود ۱۵۰۰ کلوین (۱۲۳۰ درجه سانتیگراد) است، زیرا به شدت توسط ستاره میزبان غول پیکر خود تابش می‌شود. با این حال، زمانی که دبران یک ستاره رشته اصلی بود، احتمالاً این سیاره دمای تعادلی قابل مقایسه با زمین داشته است.
هنوز تحقیقات بیشتری برای تأیید قطعی وجود دبران بی و تعیین ویژگی‌های آن مورد نیاز است.

## ویژگی‌های فیزیکی

### جرم و مدار
دبران b یک سیاره فراخورشیدی سیاره غول‌پیکر با حداقل ۵٫۸ برابر جرم مشتری است. این سیاره در فاصله‌ای حدود ۴۵ درصد دورتر از واحد نجومی به دور ستاره خود می‌چرخد. دمای تعادل این سیاره احتمالاً حدود ۱۲۳۰ درجه سانتیگراد است، زیرا به شدت توسط ستاره میزبان غول پیکر خود تابش می‌شود. با این حال، زمانی که دبران یک ستاره رشته اصلی بود، احتمالاً این سیاره دمای تعادلی قابل مقایسه با دمای زمین داشته است.

### ستاره میزبان
ستاره میزبان، دبران، یک ستاره غول است، به این معنی که از رشته اصلی دور شده و هیدروژن موجود در هسته خود را تمام کرده است. این ستاره دارای رده طیفی K5 III است.
دبران یک ستاره رده‌بندی ستارگان است که ۱٫۱۶ ± ۰٫۰۷ برابر جرم و ۴۴ برابر شعاع خورشید است. دمای سطح آن ۳۹۱۰ کلوین است. در مقایسه، خورشید دمای سطحی معادل ۵۷۷۸ کلوین دارد.
میانگین قدر ظاهری این ستاره، یا اینکه معمولاً از زمین چقدر روشن به نظر می‌رسد، ۰٫۸۶ است و به راحتی با چشم غیرمسلح قابل مشاهده است.

## کشف

### پیشنهاد در سال ۱۹۹۳
این سیاره فراخورشیدی برای اولین بار در سال ۱۹۹۳ مطرح شد، اندازه‌گیری‌های سرعت شعاعی دبران، ژوبین‌دار و سرپسین نشان داد که دبران یک نوسان سرعت شعاعی طولانی مدت را نشان می‌دهد که می‌توان آن را به عنوان یک همدم زیرستاره‌ای تفسیر کرد. اندازه‌گیری‌های انجام شده برای دبران حاکی از وجود همدمی با حداقل جرم ۱۱٫۴ برابر مشتری (سیاره) در مداری ۶۴۳ روزه با فاصله ۲٫۰ واحد نجومی در یک مدار با خروج از مرکز مداری خفیف بود. با این حال، هر سه ستاره مورد بررسی نوسانات مشابهی را نشان دادند که منجر به جرم‌های همدم مشابهی شد، و نویسندگان نتیجه گرفتند که این تغییر احتمالاً ذاتی ستاره است تا ناشی از اثر گرانشی یک همدم.

### وضعیت تأیید شده در سال ۲۰۱۵
در سال ۲۰۱۵، یک مطالعه شواهد پایدار بلندمدتی را برای همدم سیاره‌ای و فعالیت ستاره‌ای نشان داد.

### تردید در مورد وجود در سال ۲۰۱۹
در سال ۲۰۱۹، تجزیه و تحلیل داده‌های اضافی ارائه شده توسط رصدخانه لیک، وجود دبران b را به دلیل لرزش فاز آشکار سیگنال سرعت شعاعی، با تردید جدی مواجه کرده است. تناسب داده‌های بهتر با دو سیاره یا بدون سیاره در اطراف دبران به دست می‌آید.